# Понятівка (Роздільнянський район)
Поняті́вка (у минулому — Велика Понятівка, Лангенберг) — село в Україні, у Роздільнянській міській громаді Роздільнянського району Одеської області. Адміністративний центр однойменного старостинського округу. Населення становить 892 особи.
Повз Понятівку проходить автошлях обласного значення О161930 (Роздільна - с. Понятівка - с. Кошари - с. Знам'янка).

## Історія

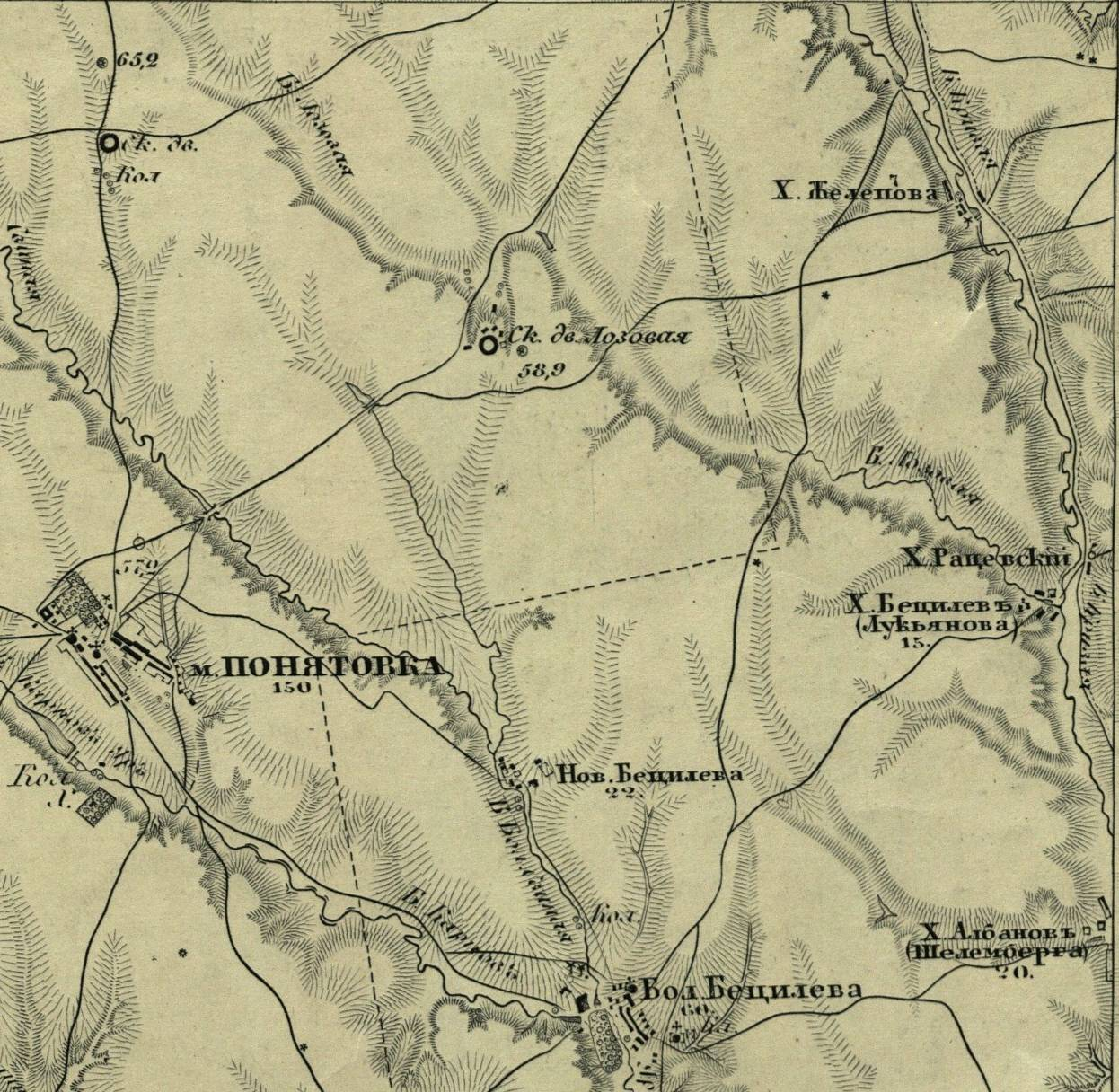
Понятівка на карті 1863 р.

У 1821 році у селі була побудована церква.
В 1848 році за власницьким поселенням (з 808 душами обох статей), при урочищі Свиній балці, Великою Понятівкою був затверджений статус містечка.
У 1856 році в поселенні Понятівка графа Понятовського було 125 дворів.
В 1859 році у власницькому містечку Понятівка Тираспольського повіту Херсонської губернії на балці Карповий Яр та балці Великій Свиній, було 137 дворів, у яких мешкало 407 чоловік і 401 жінка. У населеному пункті була станова квартира 1-го стану повіту, православна церква та влаштовувались базари. На власницькому хуторі Фрейдорф (Понятівський) при безіменній балці, було 37 дворів, у яких мешкало 55 чоловік та 60 жінок.
У 1886 в містечку, центрі Понятівської волості Тираспольського повіту Херсонської губернії, мешкало 797 осіб, налічувалось 165 дворових господарств, існували римо-католицька церква, школа, земська станція, 3 лавки, відбувались базари що два тижні у неділі. За 4 версти — лавка. За 20 верст — паровий млин.
Станом на 20 серпня 1892 року при містечку Понятівка 2-го стану були польові (2288 десятин, 1845 сажнів), садові і городні (4 десятини) землеволодіння Узельмана Антона Францевича, Шмидта Петра Михайловича та Шеппа Христіана Іогановича в числі 63 осіб, а також польові землеволодіння (47 десятин, 2090 сажнів) Шембека Цезарія Адамовича (граф).
В 1896 році у містечку Понятівка Тираспольського повіту Херсонської губернії при балці Карпова та Свинній, було 263 двори, у яких мешкало 1611 людей (801 чоловік і 810 жінок). В населеному пункті було волосне правління, православна церква, римо-католицький молитовний будинок, єврейський молитовний будинок, школа, у якій навчався 41 учень (26 хлопців та 15 дівчат), 6 лавок, заїжджий двір, корчма, 2 парових млини та 3 вітряки, хлібна комора.
В населеному пункті розташовувались склади пивного заводу «Ф. Енни и Ко» (Одеський № 10), якій був заснований у 1862 році.
За даними Першого загального перепису населення Російської імперії 1897 року в містечку проживало 1329 осіб (678 чоловіків і 651 жінка). 1 206 осіб — православні.
На 1 січня 1906 року містечко Понятівка Тираспольського повіту Херсонської губернії, яке розташоване по обох сторонах лівого відвершку балки Карпів Яр, складалась з двох частин — російської й німецької; були суспільні наділи колишніх поміщицьких селян, товариство німців й різночинців; проживали малороси й німці; було волосне правління; сільський староста та писар — окремо на російській й німецькій частині; кредитне товариство на російській частині; православний храм, костел; міністерська 1-класна школа та земська школа в німецькій частині; земська, сільська й волосна пошта; 2 парових млинів; 1 казенна винна лавка; існували колодязі, став; 364 двори, в яких мешкало 2030 людей (1032 чоловік і 998 жінок).
У 1913—1914 рр. місцева церква, яку очолював священник Петро Жуковський, відносилась до Катаржинської благочинної округи. На 1914 рік в населеному пункті працювала аптека поміщика Касанов. Виборним земським представником повітової землевпорядної комісії був місцевий житель Яків Федорович Хорощенко.
На 1916 рік у містечку Понятівка Тираспольського повіту Херсонської губернії, мешкало 1753 людини (738 чоловік і 1015 жінок).
Станом на 28 серпня 1920 р. в містечку Понятівка Понятівської волості Тираспольського повіту Одеської губернії, було 418 домогосподарств. Для 316 домогосподарств (75%) рідною мовою була українська, 78 — німецька, 12 — єврейська, 4 — польська, 3 — російська, 1 — молдовська, 3 — інші, 1 — не вказали. В містечку 1951 людей наявного населення (899 чоловіків і 1052 жінок). Родина домогосподаря: 884 чоловіків та 1027 жінок (родичів: 7 і 18; наймані працівники і прислуга: 1 і 1; мешканці та інші: 7 і 6 відповідно). Тимчасово відсутні: солдати Червоної Армії — 64 чоловіків, військовополонені і безвісти зниклі — 6 чоловіків, на заробітках — 2 жінок..
Під час організованого радянською владою Голодомору 1932—1933 років померло щонайменше 3 жителі села.
В березні 1944 року, через наближення Червоної армії, за наказом командування вермахту німців-колоністів з Понятівки було депортовано до Вартегау.
Станом на 1 травня 1967 року у селі знаходився господарський центр радгоспу «Роздільнянський».

## Сучасність
У рамках декомунізації у селі була перейменована вулиця Фрунзе, нова назва — Садова; Щорса — Балківська; Орджонікідзе — Степова; Лейт-та Лисенка — Лисенка. 
У результаті адміністративно-територіальної реформи село ввійшло до складу Роздільнянської міської територіальної громади та після місцевих виборів у жовтні 2020 року було підпорядковане Роздільнянській міській раді. До того село входило до складу ліквідованої Понятівської сільради і було її центром.
22 вересня 2022 року Роздільнянська міська рада в рамках дерусифікації перейменувала у селі вулицю Пушкінську на Центральну, а провулок Шмідта на провулок Тихий.

## Населення
Згідно з переписом УРСР 1989 року чисельність наявного населення села становила 988 осіб, з яких 460 чоловіків та 528 жінок.
За переписом населення України 2001 року в селі мешкали 852 особи.

### Мова
Розподіл населення за рідною мовою за даними перепису 2001 року:
| Мова       | Відсоток |
| ---------- | -------- |
| українська | 93,40 %  |
| російська  | 3,70 %   |
| молдовська | 2,08 %   |
| болгарська | 0,69 %   |
| білоруська | 0,12 %   |

## Пам'ятки
- Свято-Дмитрівська церква, збудована у 1821 році.

## Відомі люди
- Вагнер Євген Антонович (1918—1998) — радянський і російський хірург, ректор Пермської державної медичної академії.